# Noël Pointe
Pour les articles homonymes, voir Pointe.
Noël Pointe (Saint-Étienne, 12 juillet 1755  - Sainte-Foy-la-Grande, 10 avril 1825), est un représentant du peuple pendant la Convention, partisan de la peine de mort, de la répression et chargé de l'accroissement des armements.

## Biographie
Représentant du peuple à la Convention nationale, il se trouve être aussi le seul ouvrier (c'est-à-dire artisan qualifié et non prolétaire) de cette assemblée : il dit dans un opuscule de l’an II, Je suis un forgeron qui n’eut jamais d’autres principes que ceux de pétrir le fer. Élu notable dans la municipalité Desverneys à Saint-Étienne en 1791, il est ensuite choisi comme représentant à la Convention comme député de Rhône-et-Loire, département qui disparait en 1793, conséquence de la révolte lyonnaise. 
Ancien ouvrier armurier ayant travaillé pour la Manufacture d'armes de Saint-Étienne, il sera chargé par la convention de contrôler et stimuler les fonderies d’armes,c’est-à-dire, comme il le dit lui-même, « de former des établissements de fonderies et de foreries de canons de fer coulé pour la marine, et de donner à ceux déjà existants toute l’activité dont ils étaient susceptibles ».
Les 16 et 17 janvier 1793, il  vota la mort de Louis XVI et s’opposa à l’appel au peuple.En novembre 1793, il fut envoyé dans la Nièvre et le Cher avec des pouvoirs illimités.Quoique fortement attaché au parti républicain, il resta à l’écart des orages qui agitèrent la convention durant le règne de la terreur ; mais, après la chute de Robespierre, craignant le système de réaction contre-révolutionnaire qui dominait, il prononça le 24 décembre 1794 un discours sur les dangers de la patrie, dans lequel il demanda que la Loi des suspects du 17 septembre 1793, fût exécutée dans toute sa rigueur. Louis Legendre, l'orateur de la Révolution française, le réfuta faiblement.
En août 1795, Pointe fut dénoncé par les autorités de la Nièvre, où il avait été en mission, et la convention chargea le comité de législation de faire un rapport sur sa conduite ; mais les événements de vendémiaire (octobre) vinrent mettre fin à toutes ces enquêtes.
Après la session, Pointe ne passa pas aux conseils, et le directoire l’employa en qualité de commissaire, ainsi qu’il faisait à cette époque de tous les conventionnels ; mais, après le Coup d'État du 18 brumaire, il devait remplir les fonctions de percepteur à Monestier (Dordogne) sous l’Empire, il est révoqué par la Restauration et doit quitter la France comme régicide. Il prend un passeport pour Chambéry mais reste caché à Monestier. Dénoncé, il est arrêté le 31 décembre 1817 et condamné à la déportation le 21 avril 1818 mais gracié par le roi, il est admis à rester en France car il n'avait pas signé pas non plus l’Acte additionnel aux constitutions de l'Empire de 1815. Il meurt à Sainte-Foy en Gironde en 1825.
Il se croyait poète et a laissé un petit recueil rimé intitulé L’hypocrisie démasquée par la vérité.

## Son œuvre
Les comptes rendus à la Convention
- Compte-rendu à la Convention nationale, par le citoyen Noël Pointe, l'un de ses membres, commissaire près la manufacture d'armes à Saint-Étienne, département de Rhône & Loire, impr. par ordre de la Convention nationale, Paris, Impr. nationale, 1793.
- Compte rendu à la Convention nationale et au peuple souverain : sur sa dernière mission de former des établissements de fonderies &amp. ; foreries de canons de fer coulé, par Noël Pointe, Paris, Impr. nationale, an III, 1794.

Les écrits politiques
- L'hypocrisie, démasqué par la vérité, l'intrigue, déjouée par la loyauté, et confondue par la franchise, par Noël Pointe, Nevers, 1794.
- Les Crimes des sociétés populaires, précédés de leur origine, in-8°, Montpellier, 1795.

## Sources
- « Noël Pointe », dans Adolphe Robert et Gaston Cougny, Dictionnaire des parlementaires français, Edgar Bourloton, 1889-1891 [détail de l’édition]
- * Jean-Baptiste Galley, Saint-Étienne et son district sous la Révolution, Saint-Étienne 1903, t. I, p. 383-385
- Biographie universelle ancienne et moderne